# Canarium fusco-calycinum
Canarium fusco-calycinum es una especie de planta  perteneciente a la familia  Burseraceae. Es endémico de  Malasia. Se le trata en peligro de extinción por pérdida de hábitat. 

## Taxonomía
Canarium fusco-calycinum fue descrita por Stapf ex Ridl. y publicado en Bulletin of Miscellaneous Information Kew 1930: 82. 1930.
Sinonimia
- Canarium decipiens H.J.Lam[3]